# Galija (glazbeni sastav)
Galija je srbijanski rock-sastav, osnovan u Nišu 1977. godine. Ime je dobio po istoimenoj kavani, u kojoj su se članovi sastava prvobitno okupljali.

## Povijest sastava
Osnivač sastava je Nenad Milosavljević, koji je već bio poznat u Nišu kao kantautor i samostalni glazbenik, okupio je rock grupu za nastup u kazališnoj predstavi Treća polovina amaterske kazališne družine iz Niša. Prvu probu su održali 4. siječnja 1976. godine u Domu kulture u Nišu. Pored Nenada Milosavljevića sastav su činili i Goran Ljubisavljević Gorča (gitara), Predrag Branković (bas), Nenad Tančić Tanča (bubnjevi), Bratislav Stamenković (klavijature) i Predrag Milosavljević (prateći vokal). Sastav Galija dobiva ime po istoimenoj kavani u kojoj su i postigli dogovor o osnivanju sastava.
Sastav je prvi značajan uspjeh postigao pobjedom na Zaječarskoj gitarijadi 1978. godine nastupajući u sastavu: Nenad Milosavljević (vokal, akustična gitara, usna harmonika), Goran Ljubisavljević (gitara), Predrag Branković (bas), Boban Pavlović - Čalton (bubnjevi) i Zoran Stanković (klavijature).
Godine 1978. nastupaju kao predgrupa na turneji sastava Smak. Godine 1979. izdaju prvi album u produkciji PGP RTB pod nazivom Prva plovidba.

## Diskografija

### Albumi
- Prva plovidba (1979.)
- Druga plovidba (1980.)
- Ipak verujem u sebe (1982.)
- Bez naglih skokova (1984.)
- Digni ruku (1986.)
- Daleko je Sunce (1988.)
- Korak do slobode (1989.)
- Istorija, ti i ja (1991.)
- Karavan (1994.)
- Trinaest (1996.)
- Voleti voleti (1997.)
- Južnjačka uteha (1999.)
- Dobro jutro, to sam ja (2005.)
- Mesto pored prozora (2010.)

## Vanjske poveznice
- Službene stranice
- Diskografija Galije na Discogs